# Grace Cotterell
Eliza Grace Cotterell (Rotterdam, 14 oktober 1937) is een Nederlands voormalig politica voor D66.

## Levensloop
Na de middelbare school werkte ze bij enkele maatschappelijke instanties, waaronder een kinderbeschermingstehuis. Ze werd lid van D'66 in 1966, het jaar van de oprichting van die partij.
Haar eerste politieke functie was als gemeenteraadslid in Amstelveen, waar ze lid van bleef totdat ze verkozen werd bij de Tweede Kamerverkiezingen van 1981. Na deze verkiezingen werd het kabinet-Van Agt II gevormd, bestaande uit het CDA, de PvdA en D66. In de Kamer hield ze zich onder andere bezig met volkshuisvesting, onderwijs en welzijn.
Nadat de bewindspersonen van de PvdA in mei 1982 hun ontslag aanboden en het kabinet viel, stemde Cotterell op een fractievergadering tegen de vorming van een rompkabinet bestaande uit het CDA en D66. Ze had echter niet genoeg bijval, en het kabinet-Van Agt III werd alsnog geformeerd.
Bij de Tweede Kamerverkiezingen van 1982 werd ze niet herkozen.
Hierna was ze nog secretaris van organisatie bij D66, van 30 oktober 1982 tot 27 oktober 1984.
In 1983 werd ze algemeen directeur van het Henriette Roland Holsthuis, een woon- en leefgemeenschap voor ouderen te Amsterdam.
- Parlement.com: vg09llmp99zz